# Xavier Siméon
Xavier Siméon (Etterbeek, 31 agosto 1989) è un pilota motociclistico belga, ritiratosi dall'attività agonistica.
Vincitore della Superstock 1000 FIM Cup nel 2009 e del campionato europeo Superstock 600 nel 2006.

## Carriera

### Gli inizi e i titoli Stock
Figlio di motociclista, suo padre Michel ha anche partecipato a gare del mondiale ottenendo punti nella classifica del 1979, ha iniziato la sua carriera sportiva nei kart prima di passare alle due ruote. Dopo aver chiuso al quinto posto nel 2005, diventa campione europeo Superstock 600 nel 2006 su Suzuki. Successivamente vince la Superstock 1000 FIM Cup nel 2009 a bordo di una Ducati 1098R del team Ducati Xerox Junior.

### Motomondiale: gli anni in Moto2
Partecipa nel 2010 nella classe Moto2 del motomondiale, correndo i Gran Premi di Francia, Italia, Germania, Repubblica Ceca, Portogallo e Comunità Valenciana come wild card a bordo di una Moriwaki, i Gran Premi di Gran Bretagna, Paesi Bassi e Catalogna in sostituzione dell'infortunato Yannick Guerra, nel team della Moriwaki Holiday Gym 22, e il Gran Premio di San Marino in sostituzione dell'infortunato Fonsi Nieto, sempre nello stesso team. Totalizza 10 punti e si classifica 30º nel mondiale.

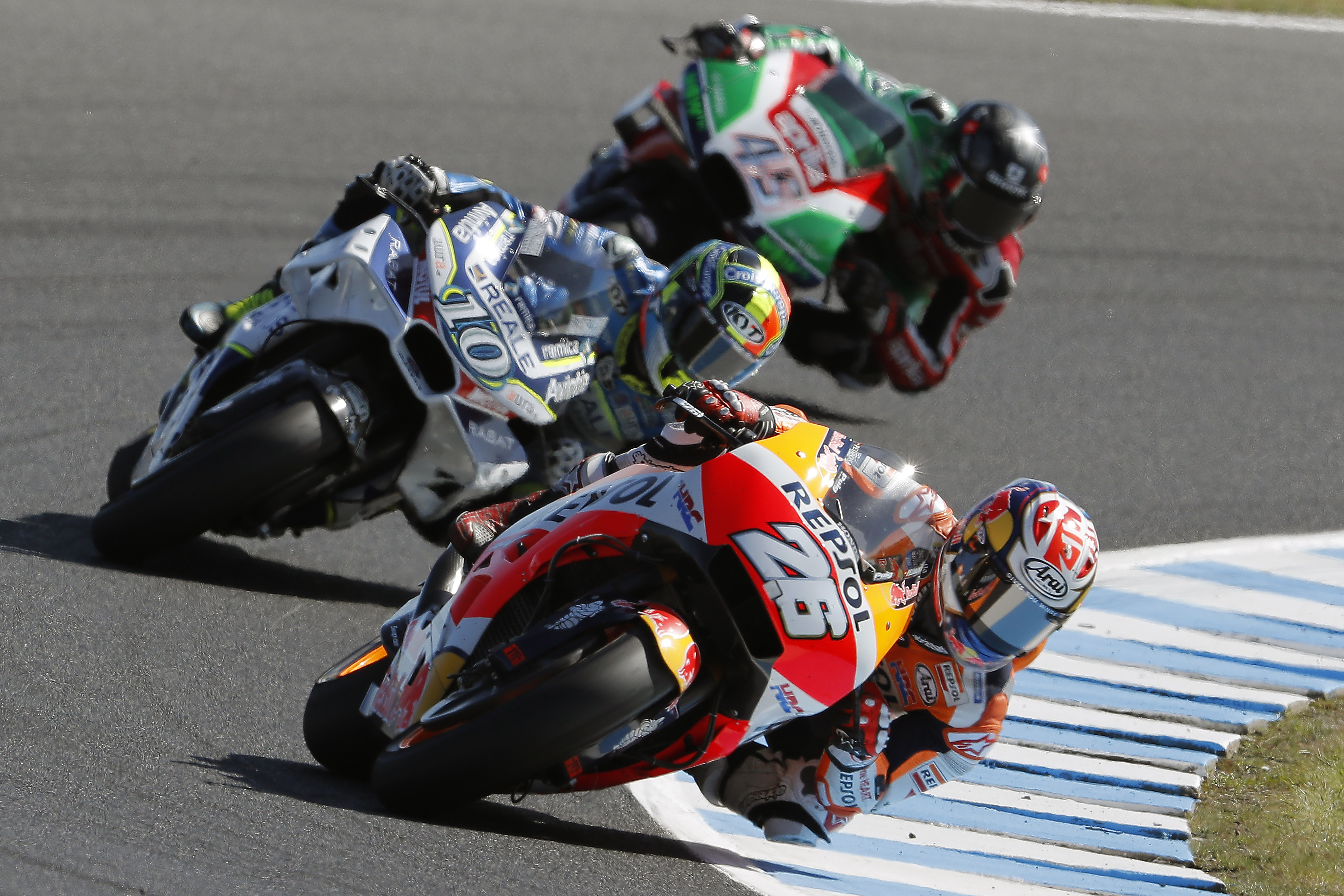
Siméon, alle spalle di Daniel Pedrosa in occasione del Gran Premio d'Australia 2018, dove conquista gli unici punti nella classe regina.

Nel 2011 diventa pilota titolare nel team Tech 3 B. Ottiene come miglior risultato un ottavo posto in Comunità Valenciana e termina la stagione al 26º posto con 23 punti. Nel 2012 è sempre alla guida di una Tech 3 Mistral 610, con compagno di squadra Bradley Smith. Ottiene come miglior risultato un ottavo posto in Germania e termina la stagione al 21º posto con 23 punti. In questa stagione è costretto a saltare i GP di Francia e Catalogna per la frattura della mano sinistra rimediata nelle qualifiche del GP di Francia.
Nel 2013 passa al team Desguaces La Torre Maptaq, alla guida di una Kalex Moto2. Ottiene un terzo posto in Francia e una pole position in Germania e termina la stagione al 12º posto con 90 punti. Grazie al piazzamento al terzo posto ottenuto da Siméon al GP di Francia, un pilota belga torna sul podio di premiazione di una gara del motomondiale, a distanza di ventitré anni dal secondo posto ottenuto da Didier de Radiguès al GP del Belgio del 1990.
Nel 2014 passa al team Federal Oil Gresini, alla guida di una Suter MMX2; il compagno di squadra è Lorenzo Baldassarri. Ottiene un secondo posto in Argentina e termina la stagione al 14º posto con 63 punti. Nel 2015, questa volta alla guida di una Kalex e senza un compagno di squadra. Ottiene la sua prima vittoria nel motomondiale in Germania, un secondo posto in Qatar e una pole position nel Gran Premio delle Americhe. Chiude la stagione al settimo posto in classifica finale con 113 punti. Nel 2016 passa al team QMMF Racing, alla guida di una Speed Up; il compagno di squadra è Julián Simón. Ottiene come miglior risultato un ottavo posto nel Gran Premio delle Americhe e termina la stagione al 17º posto con 46 punti.
Nel 2017 passa al team Tasca Racing, alla guida di una Kalex. Ottiene come miglior risultato un settimo posto in Olanda e termina la stagione al 23º posto con 16 punti. In questa stagione è costretto a saltare il Gran Premio di Gran Bretagna a Silverstone a causa di un infortunio. Il suo posto in squadra, in questo frangente, viene preso dall'esperto pilota sanmarinese Alex De Angelis. Non corre in Australia e Malesia a causa di un infortunio a una mano rimediato nelle qualifiche del GP d'Australia.

### 2018: la parentesi in MotoGP
Nel 2018 passa in MotoGP alla guida della Ducati Desmosedici del team Avintia Racing; il compagno di squadra è Esteve Rabat. Conclude la stagione al 27º posto con un punto totalizzato con il quindicesimo posto in Australia. In questa stagione è costretto a saltare il Gran Premio della Comunità Valenciana per un incidente nelle prove libere del GP. 

### MotoE e gare di durata
Nel 2019 corre in MotoE con il team Avintia Racing; il compagno di squadra è Eric Granado. Ottiene due piazzamenti a podioː in Austria e San Marino chiudendo la stagione al 6º posto con 58 punti conquistati. Nel 2020 passa al team LCR; il compagno di squadra è Niccolò Canepa. Ottiene un secondo posto nel Gran Premio di San Marino e conclude la stagione al 10º posto con 45 punti. Terminata l'esperienza in MotoE passa alle gare di durata nelle quali vince mondiale Endurance e Bol d'Or, prima di ritirarsi dalle competizioni al termine della stagione 2022.

## Risultati nel motomondiale

### Moto2
| 2010 | Classe | Moto     |  |  |     |    |   |     |    |    |    |    |  |    |  |  |  |  |    |    | Punti | Pos. |
| ---- | ------ | -------- |  |  | --- | -- | - | --- | -- | -- | -- | -- |  | -- |  |  |  |  | -- | -- | ----- | ---- |
| 2010 | Moto2  | Moriwaki |  |  | Rit | 19 | 8 | Rit | 24 | 15 | NE | 19 |  | 19 |  |  |  |  | 23 | 15 | 10    | 30º  |

| 2011 | Classe | Moto   |    |    |    |    |    |     |     |    |    |    |    |    |     |    |    |     |    |   | Punti | Pos. |
| ---- | ------ | ------ | -- | -- | -- | -- | -- | --- | --- | -- | -- | -- | -- | -- | --- | -- | -- | --- | -- | - | ----- | ---- |
| 2011 | Moto2  | Tech 3 | 25 | 19 | 26 | 18 | 14 | Rit | Rit | 12 | 18 | NE | 23 | 13 | Rit | 18 | 11 | Rit | 15 | 8 | 23    | 26º  |

| 2012 | Classe | Moto   |    |    |    |    |     |    |    |   |     |    |     |     |     |     |    |     |    |    | Punti | Pos. |
| ---- | ------ | ------ | -- | -- | -- | -- | --- | -- | -- | - | --- | -- | --- | --- | --- | --- | -- | --- | -- | -- | ----- | ---- |
| 2012 | Moto2  | Tech 3 | 17 | 13 | 13 | NP | Inf | 21 | 13 | 8 | Rit | NE | Rit | Rit | Rit | Rit | 13 | Rit | 13 | 27 | 23    | 21º  |

| 2013 | Classe | Moto  |    |    |   |   |     |     |   |   |    |   |    |     |   |     |     |     |   |    | Punti | Pos. |
| ---- | ------ | ----- | -- | -- | - | - | --- | --- | - | - | -- | - | -- | --- | - | --- | --- | --- | - | -- | ----- | ---- |
| 2013 | Moto2  | Kalex | 10 | 12 | 6 | 3 | Rit | Rit | 7 | 8 | NE | 9 | 11 | Rit | 8 | Rit | Rit | Rit | 4 | 12 | 90    | 12º  |

| 2014 | Classe | Moto  |    |     |   |   |     |    |     |    |    |     |    |     |    |     |    |   |    |   | Punti | Pos. |
| ---- | ------ | ----- | -- | --- | - | - | --- | -- | --- | -- | -- | --- | -- | --- | -- | --- | -- | - | -- | - | ----- | ---- |
| 2014 | Moto2  | Suter | 24 | Rit | 2 | 7 | Rit | 14 | Rit | 25 | 10 | Rit | 14 | Rit | 16 | Rit | 10 | 9 | 19 | 5 | 63    | 14º  |

| 2015 | Classe | Moto  |   |     |    |   |   |   |     |   |   |   |    |    |    |     |     |   |    |    | Punti | Pos. |
| ---- | ------ | ----- | - | --- | -- | - | - | - | --- | - | - | - | -- | -- | -- | --- | --- | - | -- | -- | ----- | ---- |
| 2015 | Moto2  | Kalex | 2 | Rit | 22 | 5 | 8 | 6 | Rit | 6 | 1 | 8 | 16 | 25 | 12 | Rit | Rit | 5 | 10 | 16 | 113   | 7º   |

| 2016 | Classe | Moto     |     |    |   |    |    |     |     |    |     |    |    |    |     |    |    |    |    |    | Punti | Pos. |
| ---- | ------ | -------- | --- | -- | - | -- | -- | --- | --- | -- | --- | -- | -- | -- | --- | -- | -- | -- | -- | -- | ----- | ---- |
| 2016 | Moto2  | Speed Up | Rit | 12 | 8 | 10 | 11 | Rit | Rit | 11 | Rit | 23 | 15 | 16 | Rit | 11 | 10 | 11 | 15 | 16 | 46    | 17º  |

| 2017 | Classe | Moto  |    |     |    |    |    |    |    |   |    |    |     |     |     |    |     |    |     |     | Punti | Pos. |
| ---- | ------ | ----- | -- | --- | -- | -- | -- | -- | -- | - | -- | -- | --- | --- | --- | -- | --- | -- | --- | --- | ----- | ---- |
| 2017 | Moto2  | Kalex | 15 | Rit | 13 | 19 | 16 | 15 | 20 | 7 | 14 | 23 | Rit | Inf | Rit | 25 | Rit | NP | Inf | Rit | 16    | 23º  |

| Legenda | 1º posto        | 2º posto            | 3º posto            | A punti      | Senza punti        | Grassetto – Pole position Corsivo – Giro più veloce |
| Legenda | Gara non valida | Non qual./Non part. | Ritirato/Non class. | Squalificato | '-' Dato non disp. | Grassetto – Pole position Corsivo – Giro più veloce |

### MotoGP
| 2018 | Classe | Moto   |    |    |    |    |    |    |     |     |    |    |     |    |     |    |    |    |    |    |    | Punti | Pos. |
| ---- | ------ | ------ | -- | -- | -- | -- | -- | -- | --- | --- | -- | -- | --- | -- | --- | -- | -- | -- | -- | -- | -- | ----- | ---- |
| 2018 | MotoGP | Ducati | 21 | 21 | 20 | 17 | 18 | 17 | Rit | Rit | 19 | 20 | Rit | AN | Rit | 19 | 18 | 16 | 15 | 17 | NP | 1     | 27º  |

| Legenda | 1º posto        | 2º posto            | 3º posto            | A punti      | Senza punti        | Grassetto – Pole position Corsivo – Giro più veloce |
| Legenda | Gara non valida | Non qual./Non part. | Ritirato/Non class. | Squalificato | '-' Dato non disp. | Grassetto – Pole position Corsivo – Giro più veloce |

### MotoE
| 2019 | Classe | Moto     |   |   |   |     |   |     |  |  |  | Punti | Pos. |
| ---- | ------ | -------- | - | - | - | --- | - | --- |  |  |  | ----- | ---- |
| 2019 | MotoE  | Energica | 7 | 2 | 3 | Rit | 4 | Rit |  |  |  | 58    | 6º   |

| 2020 | Classe | Moto     |   |   |   |     |    |     |   |  |  | Punti | Pos. |
| ---- | ------ | -------- | - | - | - | --- | -- | --- | - |  |  | ----- | ---- |
| 2020 | MotoE  | Energica | 8 | 9 | 2 | Rit | 14 | Rit | 8 |  |  | 45    | 10º  |

| Legenda | 1º posto        | 2º posto            | 3º posto            | A punti      | Senza punti        | Grassetto – Pole position Corsivo – Giro più veloce |
| Legenda | Gara non valida | Non qual./Non part. | Ritirato/Non class. | Squalificato | '-' Dato non disp. | Grassetto – Pole position Corsivo – Giro più veloce |